# Медфорт-Миллс, Робин
Лесли Робин Медфорт-Миллс (англ. Robin Medforth-Mills; 8 декабря 1942, Спротли, Великобритания — 2 февраля 2002, Женева, Швейцария) — британский преподаватель географии в Даремском университете и сотрудник ООН.

## Биография
Робин родился 8 декабря 1942 года. Его родителями были Сирилл Миллс (1908—1989) и его жены Норы Медфорт (1909—1990).
Он получил образование в средней школе, в Южном Холдернессе недалеко от Престона, где в 1960 году был назначен старостой школы. Затем он окончил Даремский университет со степенью бакалавра в области географии. Впоследствии он получил степень доктора философии.
Он был преподавателем географии в Даремском университет с 1974 по 1983 год, а затем стал научным сотрудником в той же области с 1983 по 1990 год. Помимо работы преподавателя, он также работал в Организации Объединенных Наций,  выступая экспертом в кадровом проекте, реализованном Международной организацией труда в Судане в середине 1970-х годов. Также работал в ЮНИСЕФ в своем офисе по сбору средств в Женеве в начале 1990-х годов, а затем участвовал в гуманитарных операциях на севере Ирака в середине 1990-х годов после первой войны в Персидском заливе.
По словам начальника службы безопасности UNGCI Пола Даля, в это время Медфорт-Миллс сексуально домогался мужчин-охранников работающих в ООН, предлагая им высокооплачиваемую работу, в обмен на секс. Он угрожал им, когда они сообщили о нём.
Позже его снова отправили в ЮНИСЕФ в Женеву, а также ненадолго в Нью-Йорк в конце 1990-х годов. В течение нескольких лет после падения режима Чаушеску, как член Королевского дома Румынии, он участвовал в усилиях по доставке гуманитарной помощи сиротам, помещенным в специальные учреждения, и другим обездоленным людям в Румынии.
Скончался в Швейцарии, 2 февраля 2002 года.

## Личная жизнь
20 июля 1983 года женился на Елене Румынской (род. 1950), второй дочери последнего короля Румынии, Михая I. Брак распался в 1991 году. У них родилось двое детей:
- Николас Медфорт-Миллс (род. 1 апреля 1985); женат на Алине Марии Биндер с 6 октября 2017 года, свадьба прошла в Корнуолле
  - Ирис Анна Кирьян (род. 9 февраля 2016), внебрачная дочь от отношений с Николеттой Кирьян.
  - Мария-Александра (род. 7 ноября 2020)
  - Михай (род. 25 апреля 2022)
- Елизавета Карина Медфорт-Миллс (род. 4 января 1989)
  - Август Михай (род. 23 мая 2024 г., Дарем)